# Jana Thieme
Jana Thieme, född den 6 juli 1970 i Beeskow i Tyskland, är en tysk roddare.
Hon tog OS-guld i dubbelsculler i samband med de olympiska roddtävlingarna 2000 i Sydney.